# لک‌لک گردن‌سفید
لک‌لک گردن‌سفید، لک‌لک گردن‌کرکی یا لک‌لک گردن‌پشمی (نام علمی: Ciconia episcopus) نام یک گونه از سرده لک‌لک‌های راستین است.